# 16S rRNK (guanin1405-N7)-metiltransferaza
16S rRNK (guanin1405-7)-metiltransferaza (EC 2.1.1.179, metiltransferaza Sgm, m7G1405 Mtaze, Sgm Mtaze, Sgm, sisomicin-gentamicinska metiltransferaza, sisomicin-gentamicinska metilaza, GrmA, RmtB, RmtC, ArmA) je enzim sa sistematskim imenom S-adenozil--metionin:16S rRNK (guanin1405-7)-metiltransferaza. Ovaj enzim katalizuje sledeću hemijsku reakciju
-adenozil--metionin + guanin1405 u 16 rRNK {\displaystyle \rightleftharpoons } -adenozil-L-homocistein + 7-metilguanin1405 u 16S rRNK
Ovaj enzim specifično metiliše guanin1405 u N7 poziciji unutar 16S rRNK. Enzim iz bakterije Micromonospora zionensis, koja proizvodi antibiotike, metiliše guanin1405 u 16S rRNK do 7-metilguanina, što daje ribozomu otpornost na 4,6-disupstituisane dezoksistreptaminske aminoglikozide, kao što su gentamicini i kanamicini.

## Literatura
- Nicholas C. Price; Lewis Stevens (1999). Fundamentals of Enzymology: The Cell and Molecular Biology of Catalytic Proteins (Third изд.). USA: Oxford University Press. ISBN 019850229X.
- Eric J. Toone (2006). Advances in Enzymology and Related Areas of Molecular Biology, Protein Evolution (Volume 75 изд.). Wiley-Interscience. ISBN 0471205036.
- Branden C; Tooze J. Introduction to Protein Structure. New York, NY: Garland Publishing. ISBN 0-8153-2305-0.
- Irwin H. Segel. Enzyme Kinetics: Behavior and Analysis of Rapid Equilibrium and Steady-State Enzyme Systems (Book 44 изд.). Wiley Classics Library. ISBN 0471303097.
- William P. Jencks (1987). Catalysis in Chemistry and Enzymology. Dover Publications. ISBN 0486654605.

## Spoljašnje veze
- 16S+rRNA+(guanine1405-N7)-methyltransferase на 